# Sotigena
Sotigena is een geslacht van vlinders van de familie spinneruilen (Erebidae), uit de onderfamilie Hypeninae.

## Soorten
- S. dulcis Druce, 1891
- S. notodontoides Druce, 1890
- S. rictalis Dognin, 1914
- S. solivaga Schaus, 1929